# 紅色准寄居蟹
紅色准寄居蟹（学名：Pagurixus ruber）为寄居蟹科准寄居蟹屬下的一个种。